# يهود البحرين
يهود البحرين، هم اليهود من مواطني البحرين، ومعظمهم من أصولٍ عراقيَّة وبشكلٍ أقل إيرانيَّة. يقيم في البحرين نحو 37 يهوديًا، وقيل 50، ويُقال 70. يمتلك اليهود الحق في ممارسة شعائرهم بحسب حرية التعبُّد في البحرين وقوانين التعايش السلمي في البلاد.

## التاريخ
يعود أصل يهود البحرين إلى مهاجرين جاؤوا من العراق في أواخر القرن التاسع عشر الميلادي، وتحديدًا من بغداد، والبصرة، وبعضهم من يهود إيران في منطقة بوشهر. تشير السجلات إلى أن أقدم يهودي أقام في البحرين إلى سنة 1872م. ينتمي معظم يهود البحرين إلى السفارديُّون. بحسب رئيس الطَّائفة اليهوديَّة في البحرين، إبراهيم نونو أن عدد اليهود في البلاد وصل ألف شخص في ثلاثينيات القرن العشرين، في حين ذكر في مُقابلة أخرى أن عددهم 800، بينما ذكر مصدر مُعارض للحكومة أن عدد اليهود في البحرين بلغ 700 شخص في عام 1946 بحسب الإحصاء الأول الذي أجراه تشارلز بلغريف. وعلى أية حال، فإن معظمهم هاجروا طوعًا على دفعتين، الأولى سنة 1948 نحو إسرائيل بعد تأسيسها فوق أراضي فلسطين التَّاريخيَّة، والدفعة الثانية سنة 1963، ولم يتبق في المنامة من اليهود إلا حملة الجنسيَّة البحرينيَّة.
يعمل يهود البحرين في مجالات الصرَّافة والتجارة العامة والأقمشة والعطور العربيَّة. عُرفت عوائل عديدة مثل نونو والتي تُمثل الطائفة اليهوديَّة عمومًا في البلاد، وعوائل أخرى مثل روبين، يادكار، خضوري، مراد، سويري، وغيرهم. وتمتلك الطائفة مقعدًا في مجلس الشُّورى البحريني.
أشاد يهود البحرين بتوقيع البحرين لاتفاقية تطبيع مع إسرائيل الدَّولة اليهوديَّة في 11 سبتمبر 2020، وعبَّر إبراهيم نونو عن سعادته لكونها تُعد مفاجأة تاريخيَّة للطائفة اليهوديَّة. يسعى بعض التُّجار الإسرائيليين لامتلاك بعض الاستثمارات والعقارات، مثل إنشاء مطعم كوشر في المنامة، وتعليم اللُّغة العبريَّة، وربما إنشاء متحف، غير أن الحركة غير موجودة على أرض الواقع، بحسب تصريحات لرئيس الطائفة اليهوديَّة في البلاد، إبراهيم نونو، شهر سبتمبر سنة 2022.

## شخصيات بارزة
- إبراهيم نونو، رجل أعمال وبرلماني بحريني.[1]
- هدى عزرا، سفيرة بحرينيَّة سابقة إلى الولايات المتحدة.[10][11][12][13]
- هدى نونو، برلمانيَّة بحرينيَّة.[1]
- نانسي خضوري، برلمانيَّة بحرينيَّة.[3]

## المعالم
يتواجد في البحرين كنيس يهودي واحد فقط يُدعى كنيس البحرين في العاصمة المنامة، غير أنه لا يعمل باستمرار، لأن الصلاة اليهوديَّة تحتاج لوجود نحو 10 أشخاص لإقامتها، غير أن وجود اتفاقية التطبيع مع إسرائيل قد يسمح لفتح المعبد أسبوعيًا وفي بعض المناسبات، حسب تصريح رئيس الطائفة اليهوديَّة في البحرين.